# Pont Alexandre III
Der Pont Alexandre III ist eine von 1897 bis 1900 im Stil des Neobarocks errichtete Brücke über die Seine in Paris. Er gilt als „die wohl eindrucksvollste und auch kühnste Bogenbrücke ihrer Epoche“.

## Geschichte und Lage

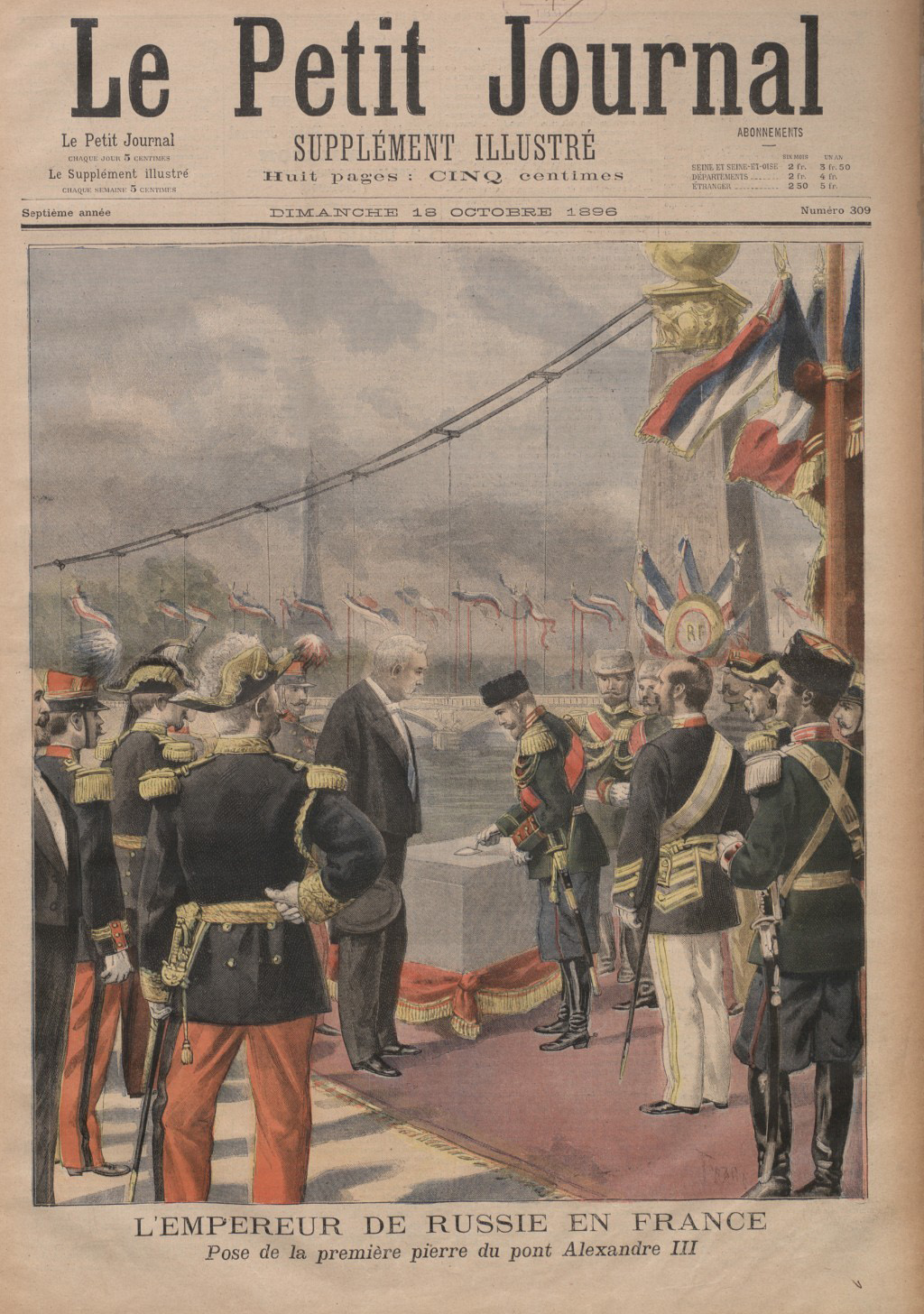
Die Grundsteinlegung

Der Name der Brücke erinnert an Zar Alexander III. (1845–1894), der 1891 gegenüber Sadi Carnot, dem französischen Staatspräsidenten, den Abschluss eines Defensivbündnisses angeregt hatte, aus dem sich die Anfang 1894 besiegelte Französisch-Russische Allianz entwickelte.
Die Brücke wurde als Teil der Weltausstellung 1900 geplant. Nach einem Wettbewerb mit 108 Teilnehmern wurden Jean Résal und Amédée Alby mit der konstruktiven Planung beauftragt. Die architektonische und dekorative Ausgestaltung wurde wesentlich später Joseph Cassien-Bernard und Gaston Cousin übertragen.
Die Grundsteinlegung fand am 7. Oktober 1896 in Anwesenheit von Zar Nikolaus II. und Präsident Félix Faure statt. Nach nur dreijähriger Bauzeit wurde die Brücke am 14. April 1900 eröffnet, einen Tag vor dem Beginn der Weltausstellung, die auf der Esplanade des Invalides sowie in den ebenfalls neu errichteten Grand Palais und Petit Palais auf der anderen Seite der Seine stattfand.
Sie liegt deshalb in der Sichtachse, die von den Champs-Elysées über die heutige Avenue Winston Churchill zwischen Grand und Petit Palais, über den Pont Alexandre III und die Avenue du Maréchal Gallieni in der Mittelachse der Esplanade des Invalides auf den Invalidendom zuläuft. Die Brücke führt deshalb nicht in einem rechten, sondern leicht schrägen Winkel über die Seine.
Die nächste Brücke flussaufwärts ist der Pont de la Concorde, flussabwärts folgt der Pont des Invalides.
Bei den Olympischen Sommerspielen 2024 war die Brücke Start und Ziel der Triathlonwettbewerbe und das Ziel des Zeitfahrens im Straßenradsport.

## Beschreibung
Der Pont Alexandre III musste wegen seiner Lage zwei Anforderungen genügen: er sollte so flach wie möglich sein, um den Blick auf den Dôme des Invalides nicht zu beeinträchtigen, aber trotzdem eine ausreichende lichte Höhe haben, um die Schiffe auf der Seine passieren zu lassen, die auch nicht durch Pfeiler im Fluss behindert werden sollten. Dies war nur durch eine stählerne Bogenbrücke möglich, die sich knapp über der Wasserlinie an großen Widerlagern abstützte, die an beiden Ufern im Hochwasserbett verborgen sind.
Die eigentliche Stahlbogenbrücke hat eine Spannweite von 107,5 m. Sie ist durch gemauerte Gewölbe mit den weiter zurückliegenden Ufermauern verbunden, die ebenfalls erneuert und umgestaltet wurden. Diese Aufteilung ist von der Seite aus gut zu sehen, der Benutzer auf der Brücke bemerkt allenfalls die Verbreiterung des Brückendecks über den Gewölben.
Als gesamte Länge der Brücke werden meist 160 m genannt, sie ist 40 m breit. Ihre 20 m breite Fahrbahn bietet Platz für drei Fahrspuren und einen Radweg je Richtung. Zu beiden Seiten befinden sich die mit jeweils 10 m außergewöhnlich breiten Gehwege. An allen vier Ecken der Brücke führen breite Treppen zum Hochwasserbett hinunter. An der Ufermauer bei der Treppe am linken Ufer flussaufwärts befindet sich eine Markierung des Hochwassers von 1910, des seit 1658 höchsten Hochwassers der Seine.
Die ersten gemauerten Gewölbereihen beidseits der Stahlbrücke dienen als Durchlass für die einspurigen Fahrbahnen im Hochwasserbett. Beim späteren Bau einer Schnellstraße im Hochwasserbett des linken Ufers (Voie Expresse Rive Gauche) wurde eine Fahrspur durch dieses erste Gewölbe und eine zweite Fahrspur durch die weiter zurückliegenden Gewölbe geführt. Auf der rechten Seite dient ein Teil der zurückliegenden Gewölbe als Lagerräume, in einem anderen Teil befindet sich ein Nachtclub.
Während der Weltausstellung gab es außerdem noch Unterführungen für den öffentlichen Verkehr, die außerhalb des eigentlichen Brückenbauwerks angelegt wurden.
Die Brücke steht als Monument historique seit 1975 unter Denkmalschutz.

### Äußere Gestaltung
Mit der äußeren Gestaltung der Brücke wurden die Architekten Joseph Cassien-Bernard und Gaston Cousin beauftragt, die – dem Stil der Zeit entsprechend – die stählernen Bögen weitgehend hinter dekorativen Elementen versteckten.
Der sichtbare Teil der Brücke wird durch vier 17 m hohe Pylone begrenzt, auf denen jeweils eine ca. 4 m hohe vergoldete Bronzefigur steht. Sie stellt einen geflügelten Pegasus dar, der von einer Fama, der Göttin des Ruhmes, gezügelt wird. Am Fuß der Pylone befinden sich steinerne Statuen, die Personifikationen Frankreichs zu verschiedenen Epochen darstellen.
- Auf dem Pylon am rechten Ufer flussaufwärts steht La renommée des beaux-arts (Fama der Schönen Künste) von Emmanuel Frémiet (1824–1910),[4]
an der Basis sitzt La France de Charlemagne (Frankreich zur Zeit Karls des Großen) von Alfred Lenoir (1850–1920);
- auf dem Pylon am rechten Ufer flussabwärts steht La renommée de l'agriculture (Fama des Ackerbaus) von Emmanuel Frémiet (1851–1924),[5]
an der Basis sitzt La France moderne (zeitgenössisches Frankreich) ebenfalls von Gustave Michel;
- auf dem Pylon am linken Ufer flussaufwärts steht La renommée au combat (Fama im Kampf) von Pierre Granet (1843–1910),[6]
an der Basis sitzt La France de la Renaissance von Jules Coutan  (1848–1939);
- auf dem Pylon am linken Ufer flussabwärts steht La renommée de la guerre (Fama des Krieges) von Léopold Steiner (1853–1899),[7]
an der Basis sitzt La France de Louis XIV (Frankreich zur Zeit Ludwigs XIV.), von Laurent Marqueste (1848–1920).

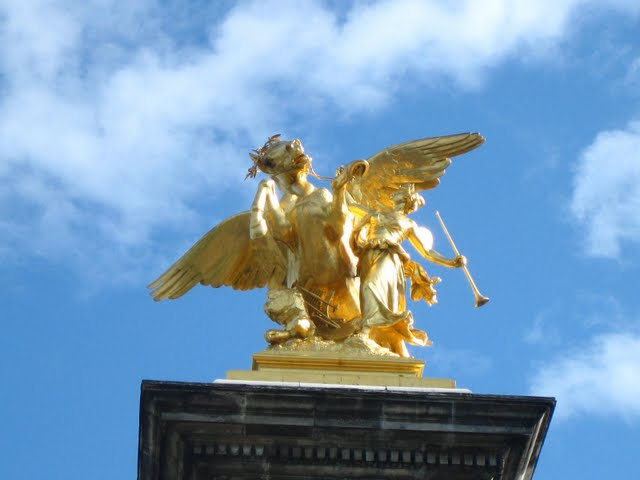
La renommée des beaux-arts
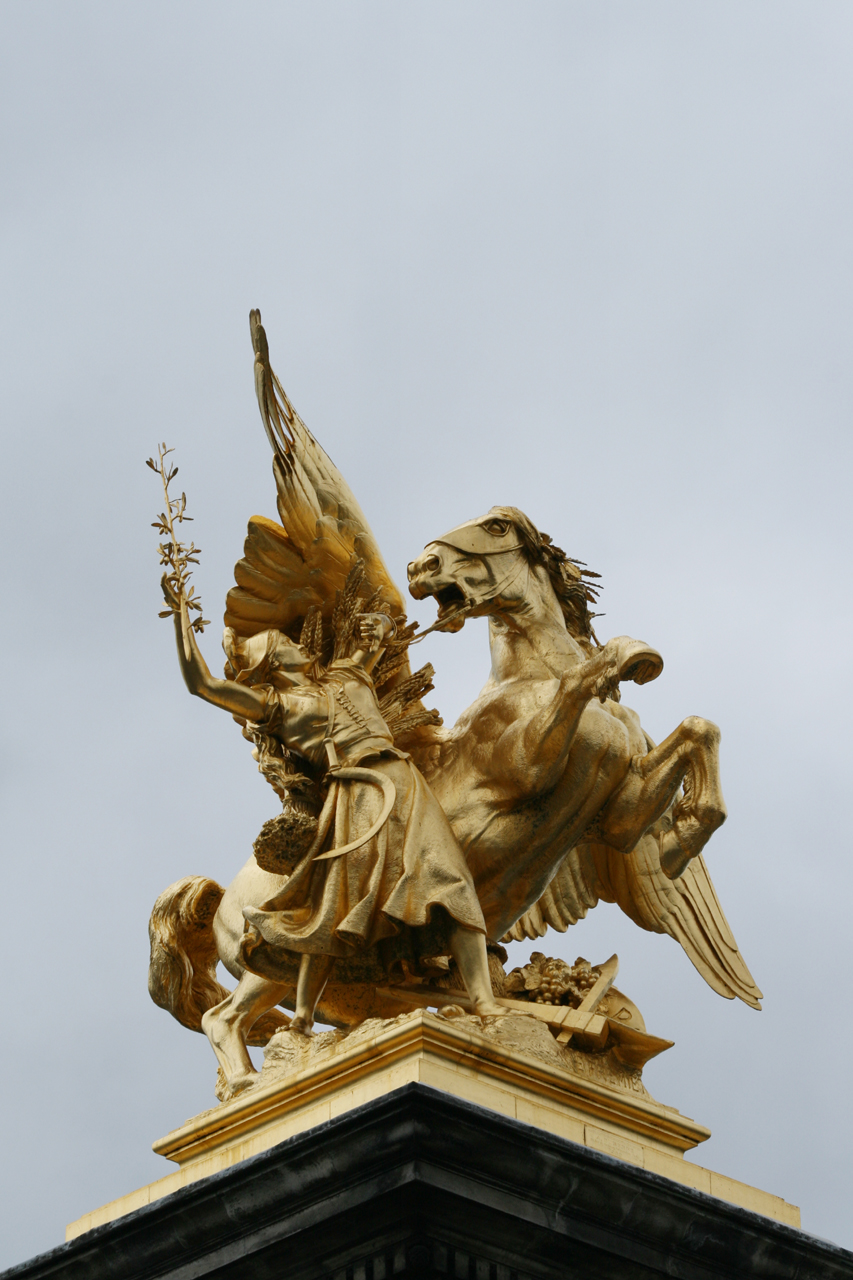
La renommée de l'agriculture
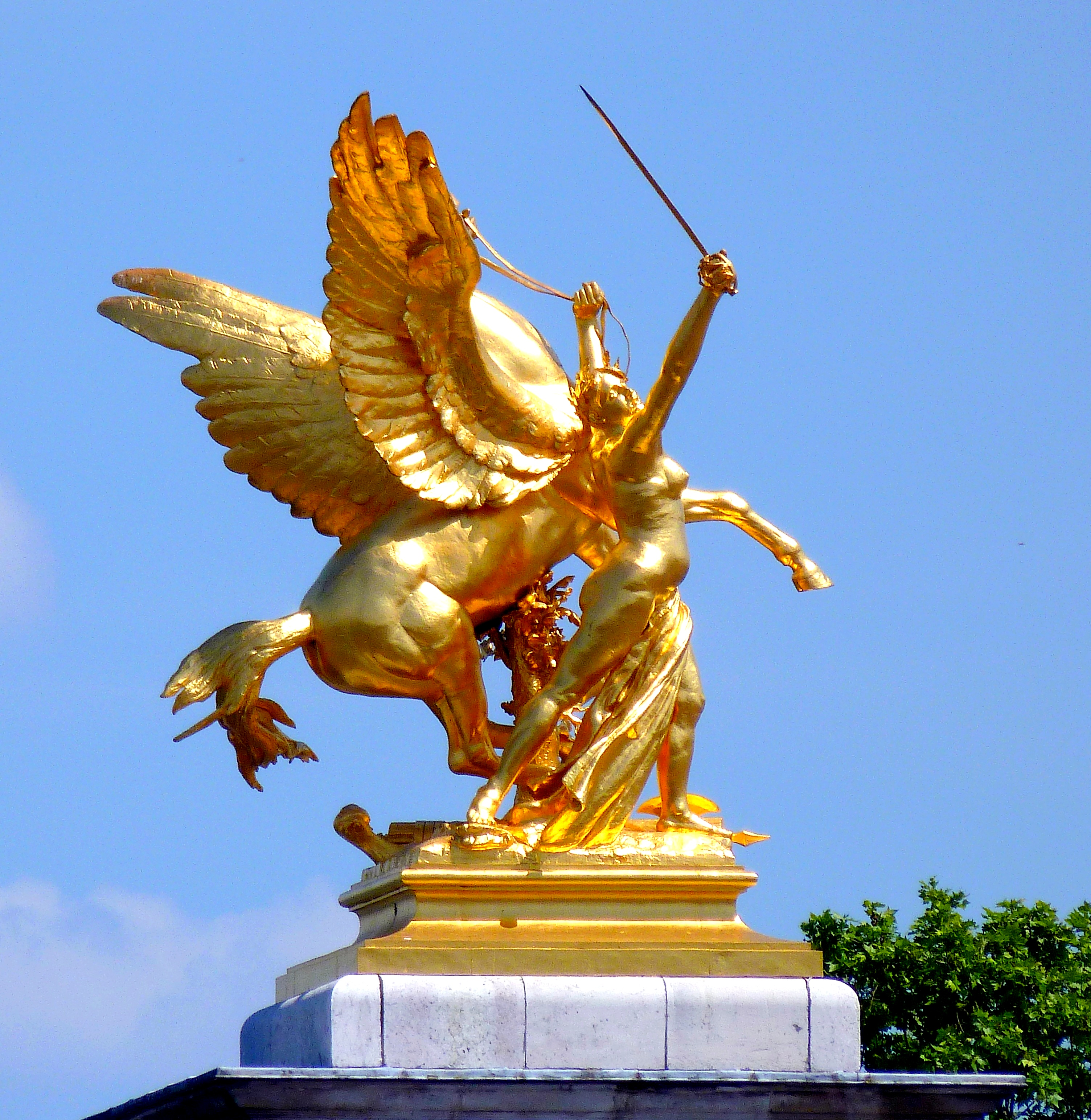
La renommée au combat
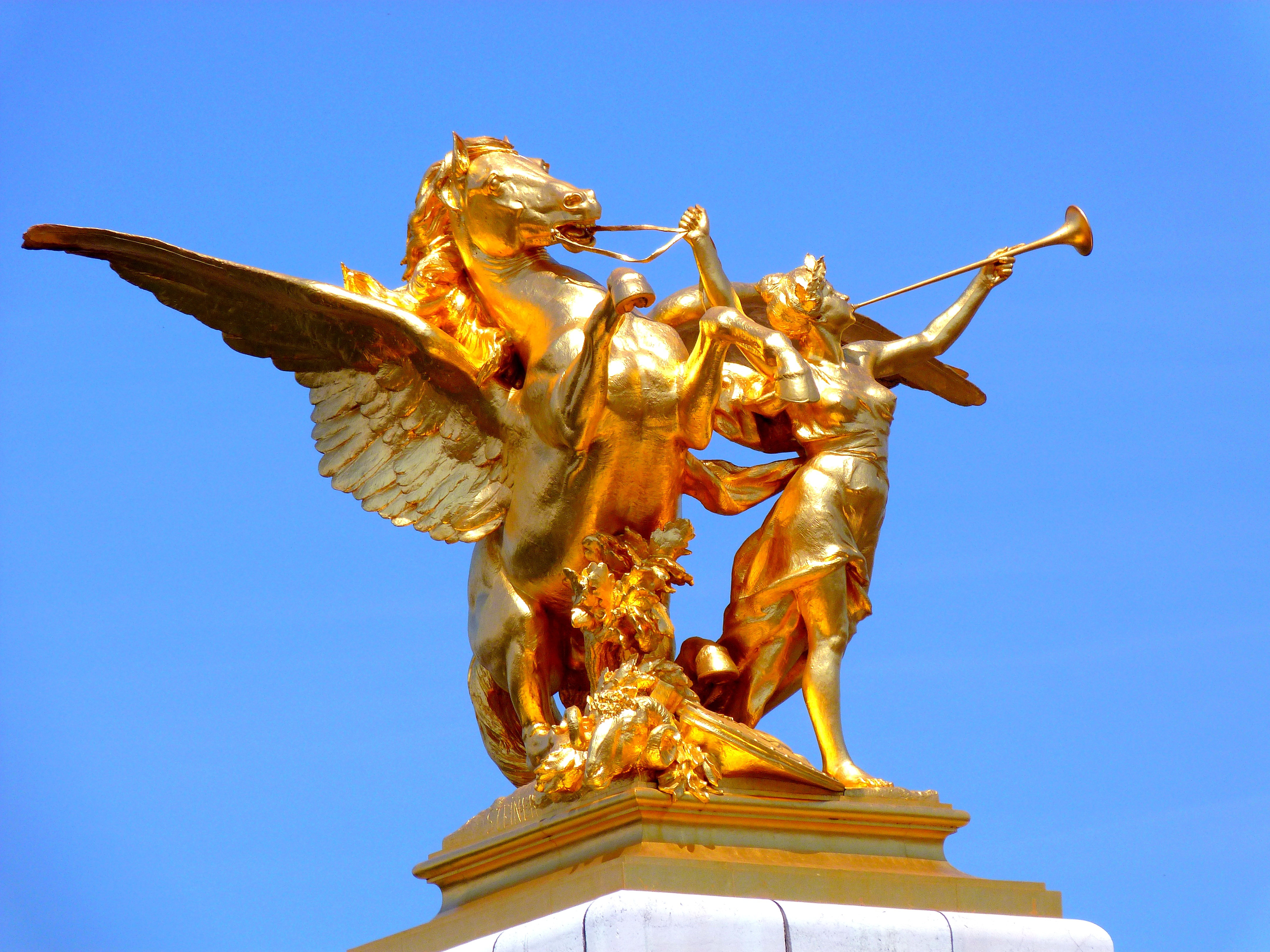
La renommée de la guerre

Auf den Plätzen vor den Pylonen steht, leicht zurückgesetzt am Beginn der Treppen zu den Uferstraßen, jeweils eine Skulptur eines von einem Kind geführten Löwen von Georges Gardet. Hinter den Pylonen markieren fünfarmige gusseiserne Kandelaber mit Putten den Übergang zur Balustrade, die von einer Reihe von dreiarmigen Kandelabern gegliedert wird. Neben der Fahrbahn sind weitere gusseiserne Straßenlaternen aufgestellt.
Den Bogenscheitel ziert ein von den Nymphen der Seine umringtes Wappen von Paris auf der einen und ein von Nymphen der Newa behütetes Wappen Russlands auf der anderen Seite, beide von Georges Récipon. Die äußeren Bogen sind von Girlanden, die von Stütze zu Stütze hängen, und durch gusseiserne Verzierungen verdeckt.

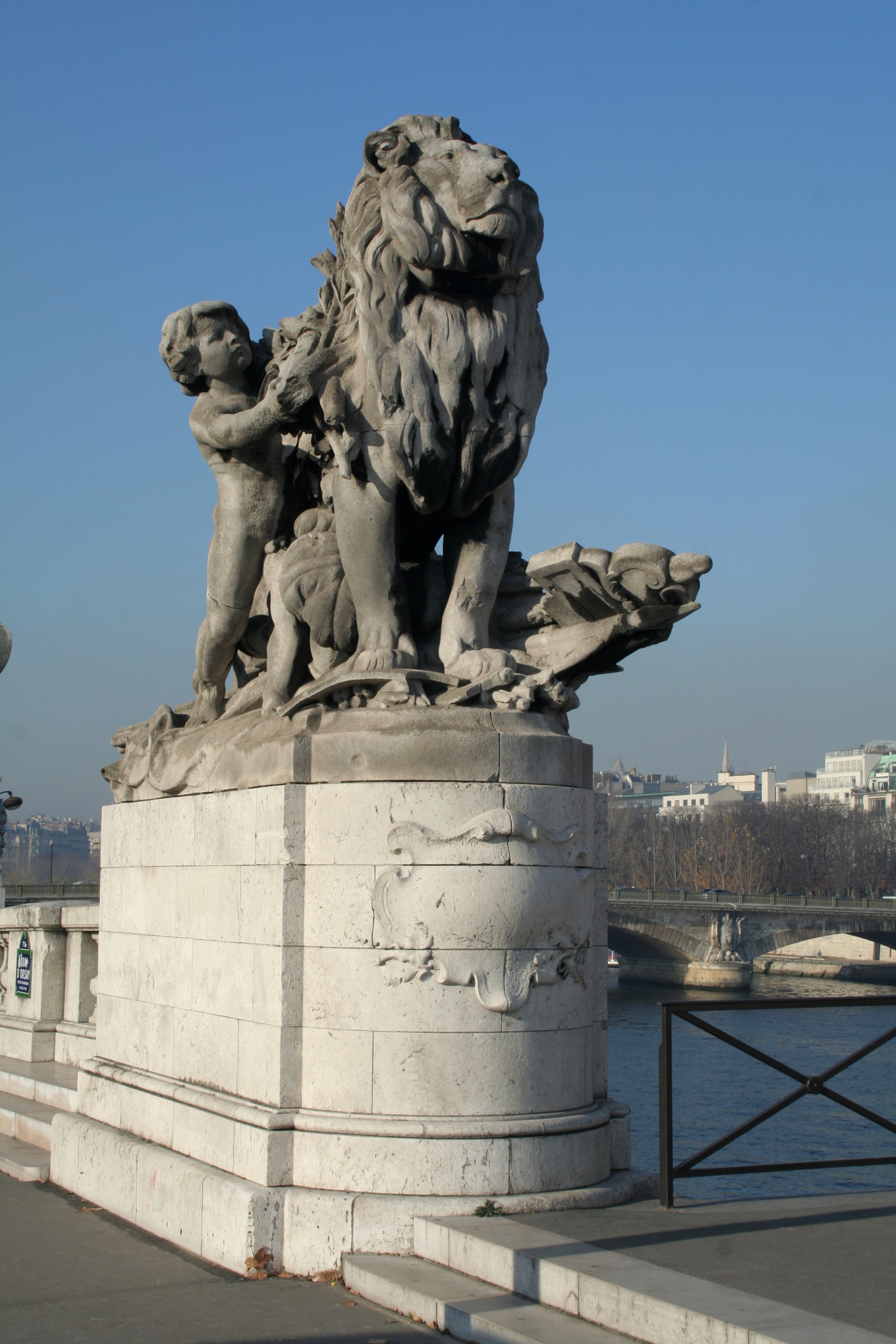
Löwe am Eingang der Brücke
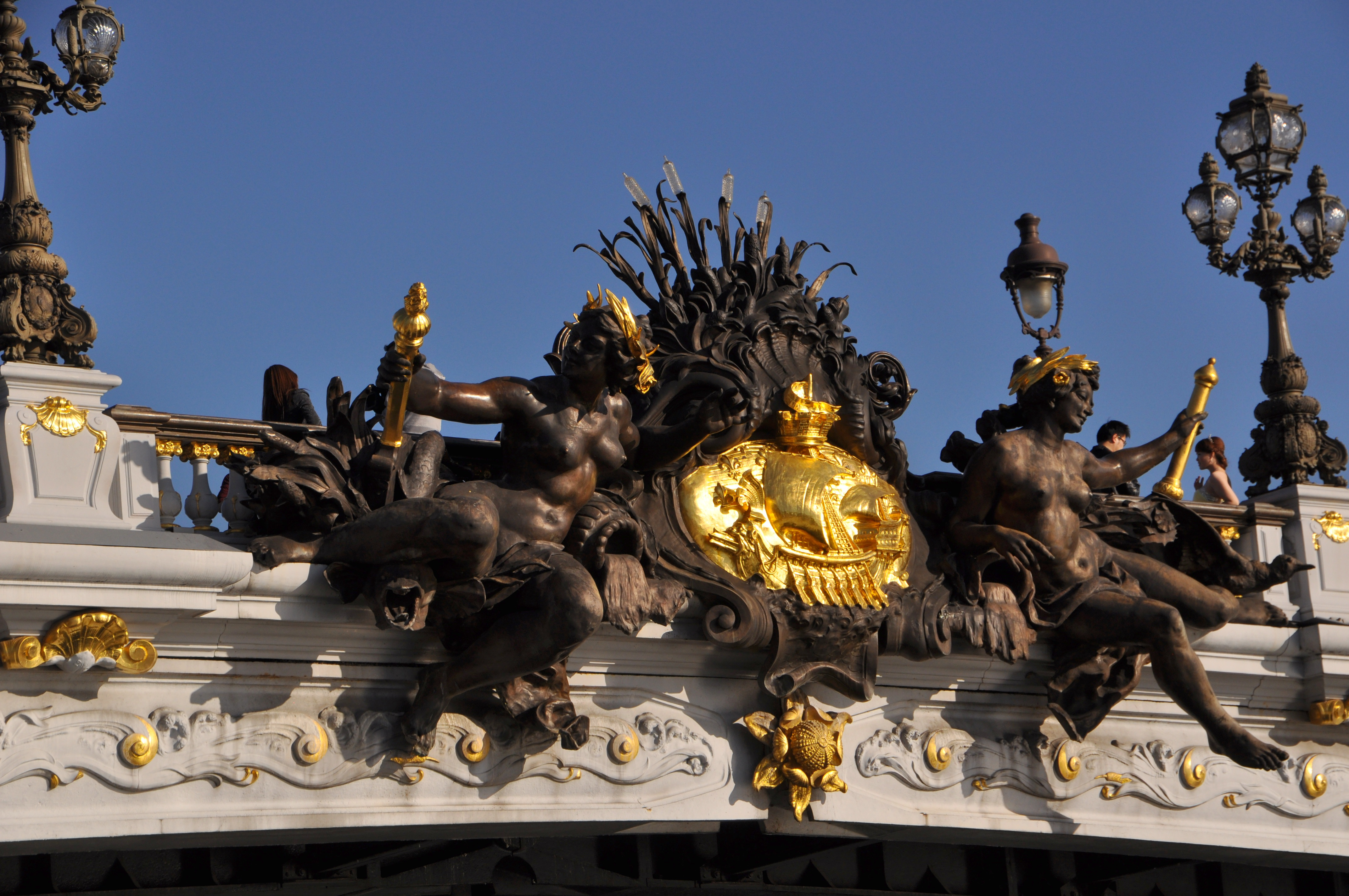
Das Wappen von Paris mit den Nymphen der Seine
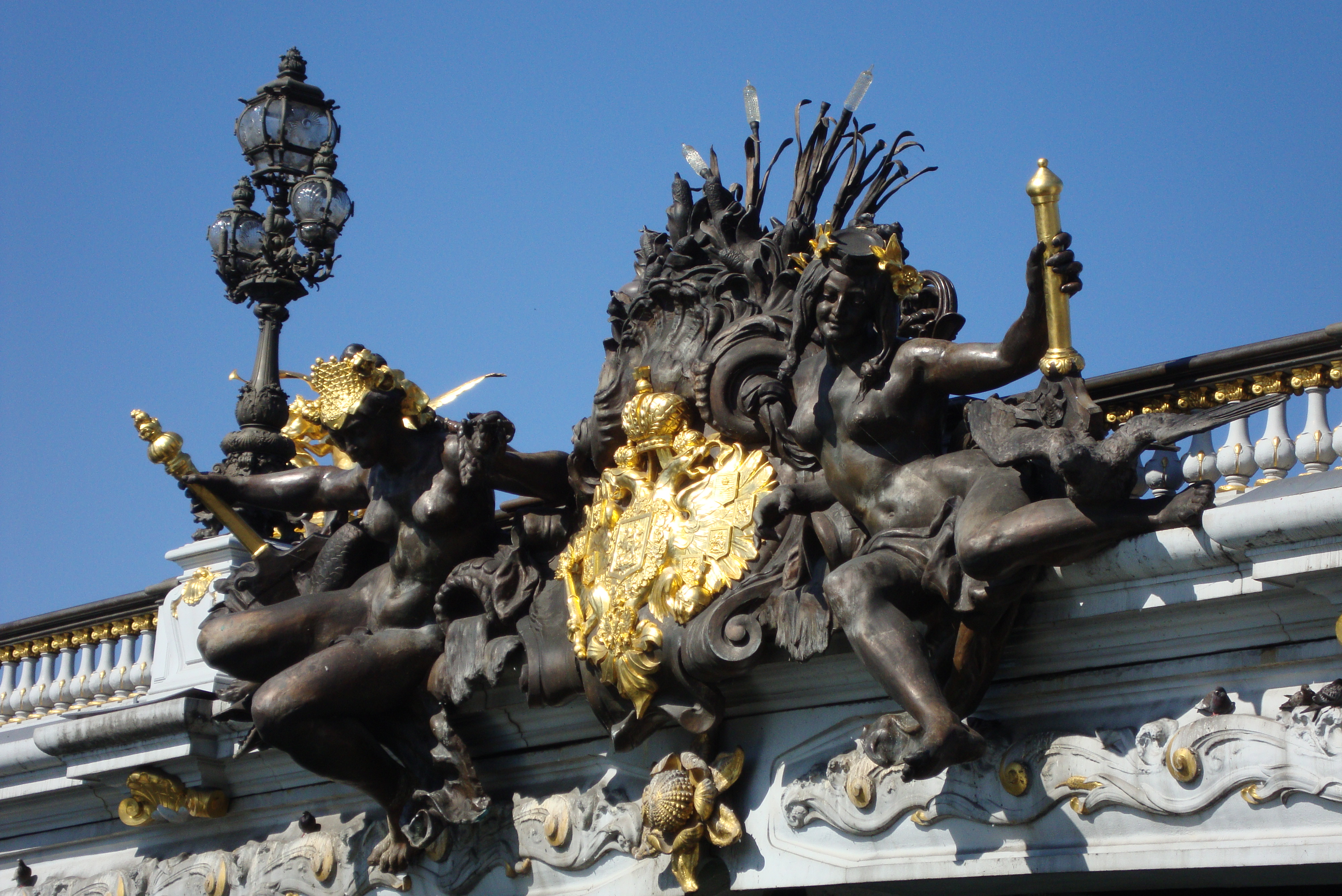
Das Wappen  Russlands mit den Nymphen der Newa
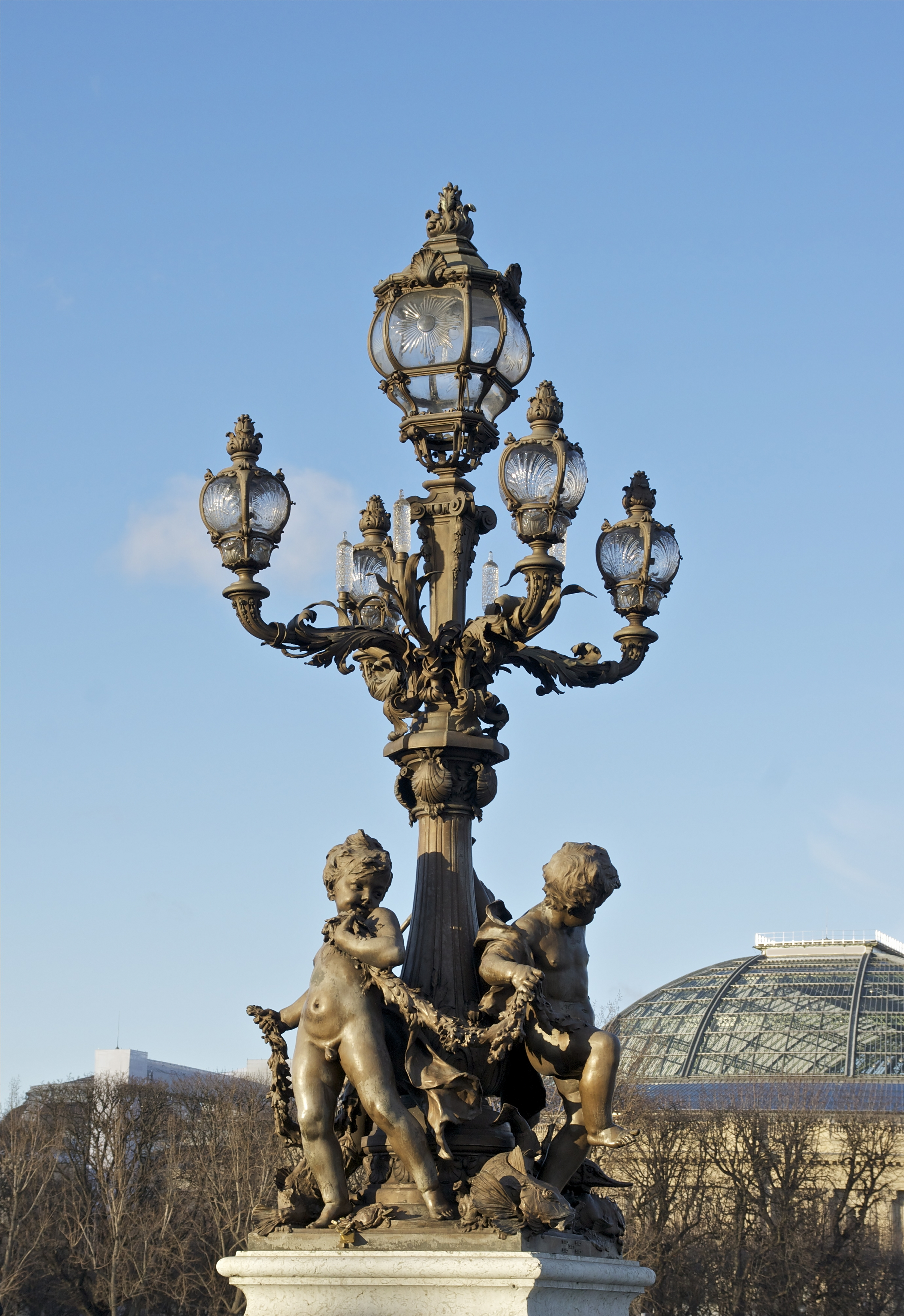
Kandelaber mit Putten

### Technische Einzelheiten

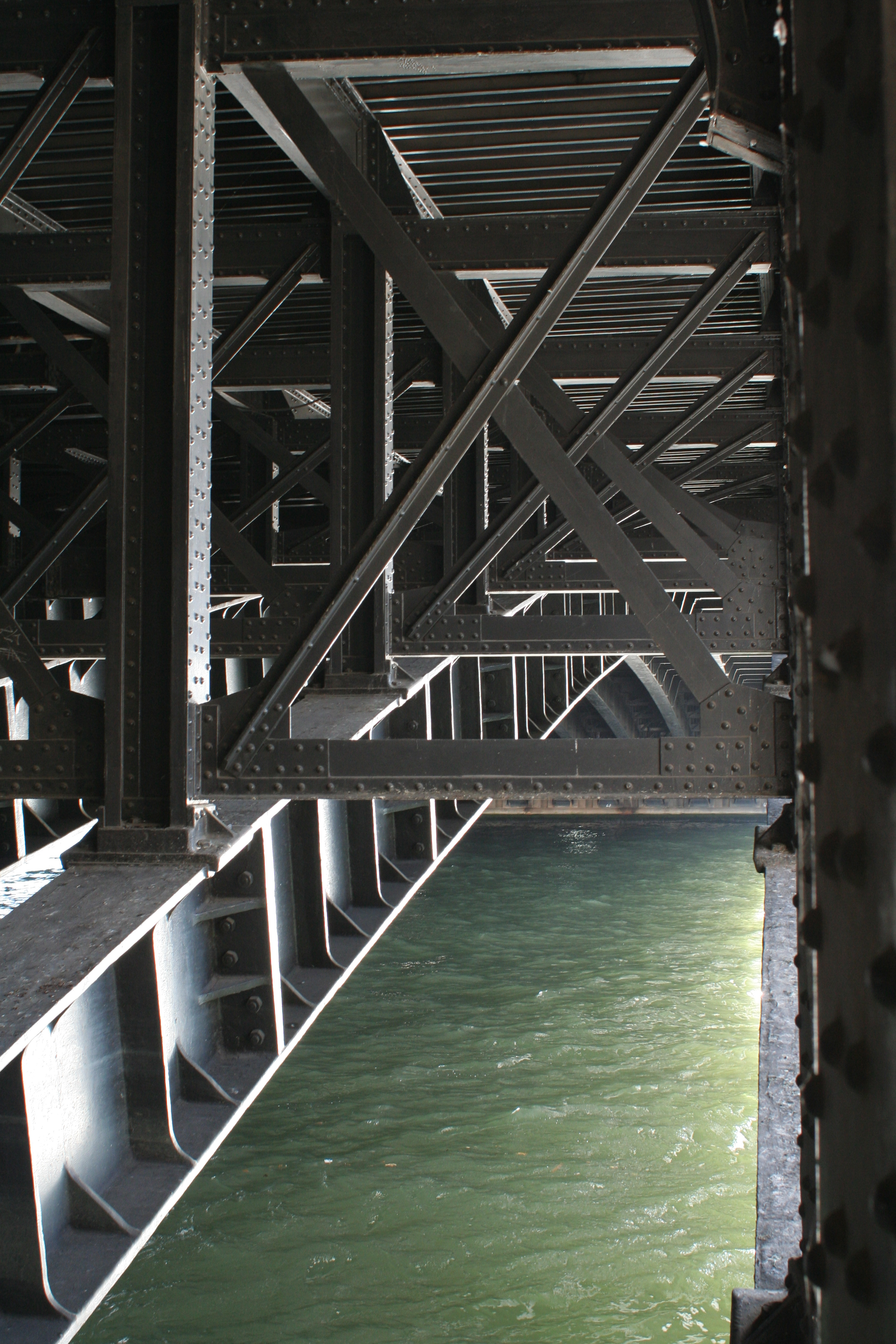
Blick in die Stahlkonstruktion

Der Pont Alexandre III ist eine dreigelenkige Bogenbrücke mit einem außerordentlich flachen Bogen, der aus 15 Stahlgussträgern gebildet wird, die parallel im Achsabstand von 2,85 m angeordnet sind. Die Mittelachse der Brücke verläuft zwar in einem leicht schrägen Winkel über die Seine, im Uferbereich sind aber alle Bauteile parallel zum Fluss ausgerichtet. Das betrifft nicht nur die Ufermauern und die Pylone im sichtbaren Bereich, sondern auch die Widerlager samt den Kämpfergelenken. Das hat zur Folge, dass der Grundriss der Brückentafel mit den 15 Bogenrippen ein Parallelogramm bildet. Da auch die Kandelaber und anderen Verzierungen parallel zur Flussachse ausgerichtet sind, wird der schräge Verlauf der Brücke nur von wenigen ihrer Benutzer wahrgenommen.
Die ursprüngliche Breite der Seine unterhalb der Brücke von 110 m wurde durch die Widerlager auf 109 m verringert. Die Kämpfergelenke auf gesonderten Stahlgussteilen ragen beidseits 0,75 m über das Wasser. Der Bogen hat somit eine Spannweite von 107,5 m. Die Pfeilhöhe beträgt 1/17,12. Die mit Hilfe von Caissons gebauten Widerlager gehörten damals zu den größten Widerlagern aller Bogenbrücken. Das auf Doppel-T-Trägern lagernde Brückendeck ist mit senkrechten Stützen auf den Bogenträgern aufgeständert, horizontale und diagonale Verstrebungen dienen der Versteifung.
Jeder Bogenträger besteht aus 32 miteinander verschraubten Stahlgussteilen, die, mit Ausnahme der etwas kürzeren Endstücke an den Kämpfern und an den Mittelgelenken, jeweils 3,625 m lang sind. Die Teile haben den Querschnitt eines Doppel-T-Trägers. Durch zwischen den Flanschen eingefügte Querstege erhalten sie in der Seitenansicht die Form eines Kastens mit drei nebeneinanderliegenden Fächern. Die senkrechten Stützen stehen jeweils 60 cm neben den Verbindungsstößen der Stahlgussteile. Die Stahlgussträger samt den zugehörigen Gelenken wurden in fünf verschiedenen Stahlwerken hergestellt und mit Lastkähnen zur Baustelle nach Paris transportiert. Auch die restlichen Teile der Stahlkonstruktion wurden montagefertig angeliefert. An der Baustelle war ein 120 m langer fahrbarer Portalkran über die Seine gebaut worden, mit dessen Hilfe die Brücke montiert werden konnte, ohne dass der Schiffsverkehr unterbrochen werden musste. Gemäß einer Plakette an einem der Stahlträger wurde die Stahlkonstruktion unter der Führung von Schneider & Cie in Le Creusot und der Compagnie de Fives-Lille in Lille errichtet.
1998 wurde der Pont Alexandre III grundlegend saniert. Dabei wurden unter anderem erhebliche Korrosionsschäden zwischen Bauteilen aus verschiedenen Metallen (z. B. Stahlguss, Gusseisen und Bronze) festgestellt. Die langfristigen elektrolytischen Vorgänge zwischen unterschiedlichen Metallen waren zur Zeit des Baus der Brücke offensichtlich noch nicht bekannt. Im Zuge der Sanierung wurde auch die Vergoldung mit insgesamt 1,8 kg Blattgold erneuert.